# Cratere Percivale
Percivale è un cratere sulla superficie di Mimas.